# Reddit
Reddit este un site web de divertisment, rețea de socializare și agregator de știri, unde membrii înregistrați ai comunității pot plasa conținut, cum ar fi postări textuale sau legături directe. Utilizatorii înregistrați pot vota postările (cu apreciere pozitivă sau negativă). Postările sunt organizate după domeniul de interes, în așa-numitele subreddit-uri. Subreddit-urile au tematici diverse, cum ar fi știri, jocuri, filme, muzică, cărți, fitness, alimente și partajarea imaginilor. Trimiterile cu mai multe voturi în sus apar în partea de sus a subreditului lor și, dacă primesc suficiente voturi, în cele din urmă apar  pe prima pagină a site-ului. În ciuda unor reguli stricte care interzic hărțuirea, administratorii Reddit-ului cheltuiesc resurse considerabile pentru moderarea site-ului.
În februarie 2018, Reddit a avut 542 de milioane de vizitatori lunar (234 milioane de utilizatori unici), clasându-se drept cel mai vizitat site-ul din SUA și # 6 din lume, potrivit Alexa Internet, cu 57,4% de utilizatori provenind din Statele Unite, urmat de Marea Britanie la 7,5% și Canada la 6,3%. În 2015, Reddit a văzut 82,54 miliarde de vizionări de pagină, 73,15 milioane de trimiteri, 725,85 milioane de comentarii și 6,89 miliarde de voturi de la utilizatori.
Reddit a fost fondat în 2005 de colegii de cameră de la Universitatea din Virginia Steve Huffman și Alexis Ohanian. În octombrie 2006 Condé Nast Publications a achiziționat site-ul. Conform situției din august 2012, Reddit operează ca o entitate independentă deși Advance este în continuare cel mai mare acționar al acesteia. Sediul Reddit se află în San Francisco, California. 